# Mahadeo
Mahadeo és un riu de Meghalaya, Índia, al sud-est de les muntanyes Garo.
Al seu llit es van descobrir a finals del segle xix jaciments de carbó. Al seu curs superior hi ha diverses grutes i els penya-segats rocosos estan tapats per vegetació tropical.